# Piggrörkaktus
Piggrörkaktus (Cleistocactus buchtienii) är en art inom släktet rörkaktusar och familjen kaktusväxter. Arten förekommer i Bolivia.

## Synonymer
Cleistocactus angosturensis Cárdenas
Cleistocactus ayopayanus Cárdenas
Cleistocactus buchtienii var. flavispinus Cárdenas
Cleistocactus ressinianus Cárdenas
Cleistocactus sucrensis Cárdenas
Cleistocactus tupizensis var. sucrensis (Cárdenas) Backeb.